# Tamsin Oglesby
Tamsin Oglesby (geboren 1965) ist eine britische Theaterautorin und Regisseurin. 

## Leben
Oglesby erstes Stück Two lips indifferent red wurde 1995 am Londoner Bush Theatre uraufgeführt, auch ihre weiteren Stücke kamen an kleinen Bühnen der Londoner Off Theaterszene zur Aufführung, im Hampstead Theatre und im Tricycle Theatre, sowie am Birmingham Rep.
Als Regisseurin arbeitete Oglesby für das London Fringe Festival und für etablierte Bühnen wie das Royal Court Theatre, das Cottesloe Theatre (300 Plätze, heute Dorfman Theatre) des Royal National Theatre. Für die Royal Shakespeare Company schreibt sie für die Theatersaison 2012/13 eine Adaption von The Mouse and his Child von Russell Hoban. 
Ihr erstes in deutscher Übersetzung erschienenes Stück Richtig alt, so 45 hatte 2011 an den Kammerspielen des Landestheaters Linz, Übersetzung und Regie: Christian Wittmann, und 2012 am Schauspiel Essen Premiere. Diesem folgte 2012 und ebenfalls am Landestheater Linz, die Uraufführung ihres Stückes Ephebiphobia (Angst vor Teenagern), Regie und Übersetzung: Christian Wittmann, das im Anschluss auch an anderen deutschsprachigen Bühnen inszeniert wurde,  sowie 2013 Der (eingebildete) Frauenfeind(UA) Regie: Gerhard Willert, und schließlich 2016 Meine beste Freundin(DSE), Regie Hans-Ulrich Becker, beide in der Übersetzung von Christian Wittmann.

## Stücke (Auswahl)
- The (imaginary) Misogynist, 2013
  - Der (eingebildete) Frauenfeind, Deutsch von Christian Wittmann
- Ephebiphobia, 2011
  - Ephebiphobia (Angst vor Teenagern), Deutsch von Christian Wittmann
- Really old, like forty five, 2010
  - Richtig alt, so 45, Deutsch von Christian Wittmann
- The war next door, 2007
- Only the lonely, 2005
- Us and them, 2003
- My best friend, 2000
  - Meine beste Freundin, Deutsch von Christian Wittmann
- Two lips indifferent red, 1995